# Jhelum (stad)

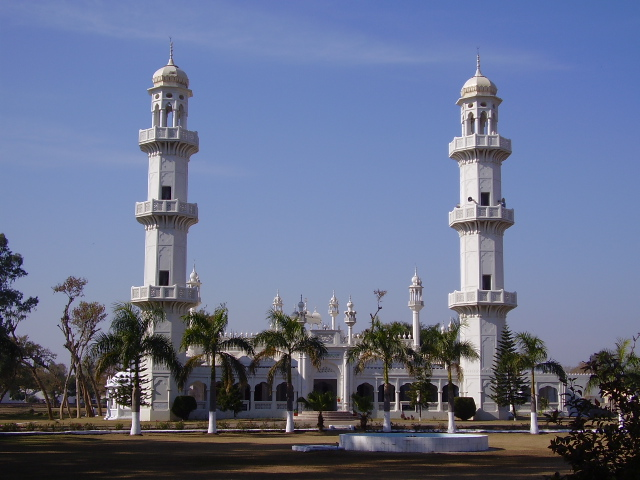
Moskee in Jhelam

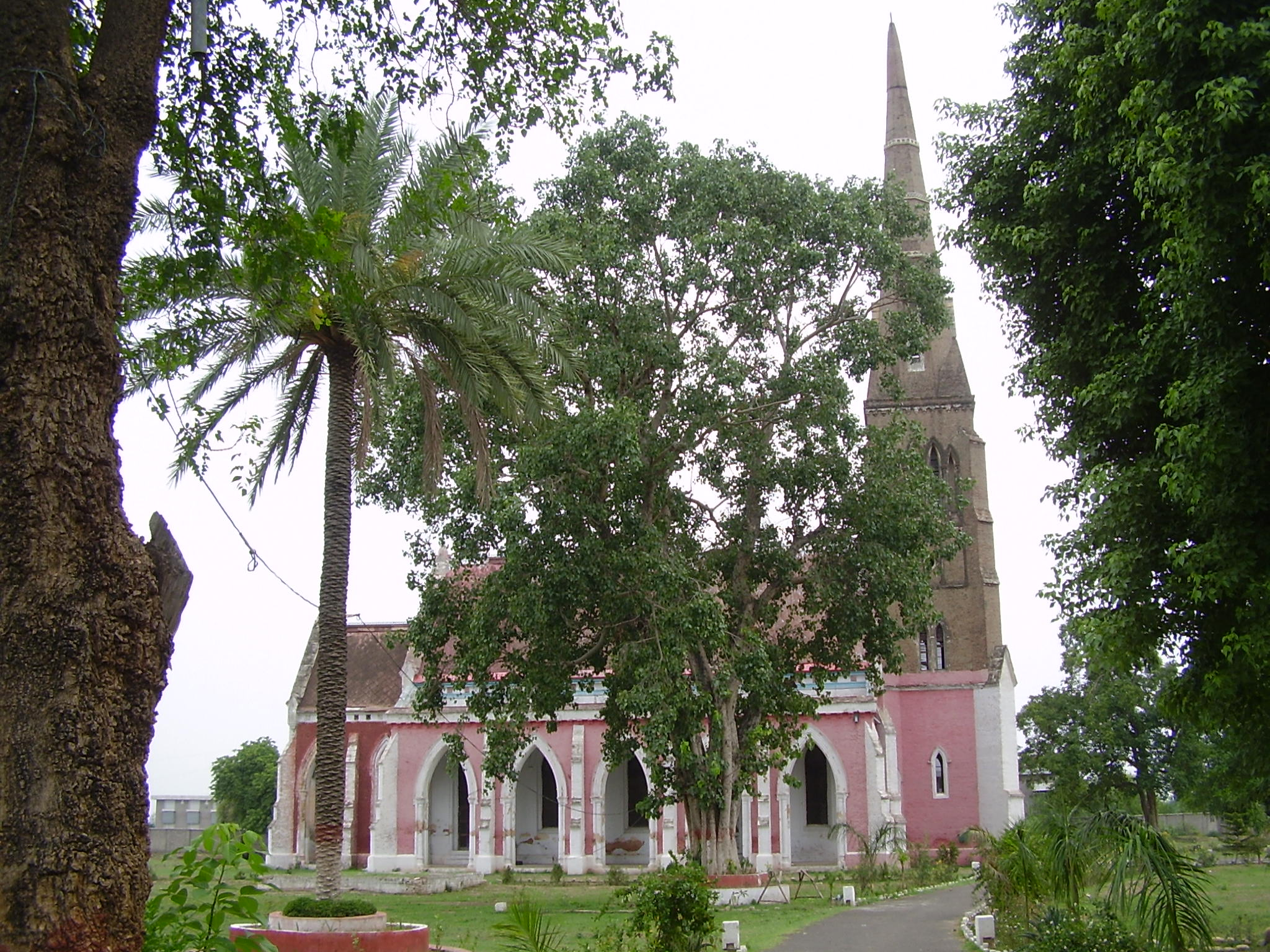
St. John’s Kerk

Jhelum (Urdu: جہلم) is een stad in de provincie Punjab in Pakistan. Het is de hoofdstad van het gelijknamige district Jhelum en ligt aan de westelijke oever van de rivier de Jhelum, een van de vijf rivieren die de regio Punjab zijn naam geven. De stad speelt een belangrijke rol op zowel militair als historisch vlak en staat bekend om haar bijdragen aan het Pakistaanse leger en haar rijke cultureel erfgoed.

## Geschiedenis

### Oudheid
Het gebied rond Jhelum is al sinds de oudheid bewoond. In de 4e eeuw v.Chr. vond hier de beroemde Slag bij de Hydaspes plaats tussen Alexander de Grote en de Indiase koning Poros. Deze slag, die werd uitgevochten aan de oevers van de rivier de Hydaspes (de huidige Jhelum), wordt beschouwd als een van de belangrijkste veldslagen van Alexanders campagne in het Oosten.

### Islamitische periode
Tijdens de middeleeuwen kwam Jhelum onder islamitisch bestuur, eerst onder de Ghaznaviden en later de Mogols. De stad ontwikkelde zich als een regionale handels- en agrarische nederzetting. Veel heiligdommen en historische moskeeën in en rond de stad stammen uit deze periode.

### Brits koloniaal tijdperk
In de 19e eeuw werd Jhelum een belangrijk Brits koloniaal bolwerk. De stad speelde een rol in de Indiase Opstand van 1857, toen soldaten in Jhelum in opstand kwamen tegen het Britse gezag. Na de opstand werd een permanent Brits garnizoen gestationeerd. Veel van de huidige infrastructuur en spoorwegen in de regio stammen uit deze tijd.

## Bevolking
Jhelum heeft in 2023 ongeveer 312.426 inwoners, hoewel het met de omliggende stedelijke agglomeraties boven de 1 miljoen kan uitstijgen. De meerderheid van de bevolking spreekt Punjabi, terwijl Urdu wordt gebruikt als officiële en onderwijstaal. Engels wordt ook op grote schaal gebruikt in onderwijsinstellingen en overheidsdiensten.

## Geografie
Jhelum ligt in het noordoosten van de provincie Punjab, dicht bij de grens met Azad Kasjmir. De stad bevindt zich op een hoogte van ongeveer 233 meter boven zeeniveau. De rivier de Jhelum, die ontspringt in de Himalaya in Indiaas Kasjmir, stroomt langs de stad en is van groot belang voor irrigatie en drinkwatervoorziening.
Jhelum is strategisch gelegen aan de nationale snelweg N-5 (de Grand Trunk Road), waardoor het goed verbonden is met grote steden zoals Islamabad, Lahore en Rawalpindi.

## Economie
Jhelum heeft een gevarieerde economie. De belangrijkste sectoren zijn:
- Landbouw – De vruchtbare vlaktes rond Jhelum produceren gewassen zoals tarwe, suikerriet en rijst.
- Industrie – In en rond Jhelum bevinden zich cementfabrieken, textielfabrieken en andere kleinschalige industrieën.
- Dienstensector – Dankzij zijn strategische ligging is Jhelum ook een belangrijk centrum voor handel, onderwijs en overheidsdiensten.
- Defensie – Een aanzienlijk aantal inwoners dient of heeft gediend in het Pakistaanse leger. Dit heeft Jhelum de bijnaam "Stad van de Soldaten" opgeleverd.

## Onderwijs
Jhelum heeft een goed ontwikkeld netwerk van onderwijsinstellingen, waaronder:
- University of Jhelum
- Campussen van de Universiteit van de Punjab en de Virtual University
- Diverse particuliere scholen en colleges

## Toerisme en bezienswaardigheden
Jhelum en de omliggende gebieden hebben verschillende toeristische attracties:
- Rohtas Fort – Een UNESCO-werelderfgoedsite, gelegen nabij Dina, gebouwd in de 16e eeuw door Sher Shah Suri.
- Mangladam – Een van de grootste stuwdammen van Pakistan, die zowel waterkracht als irrigatie levert.
- Slagveld van Alexander de Grote – Historisch terrein van de Slag bij de Hydaspes.
- Tilla Jogian en Tulip Resort – Populaire natuur- en wandelbestemmingen.

## Transport
Jhelum is goed verbonden via:
- Wegen – Via de N-5 snelweg.
- Spoorwegen – Jhelum Station is een belangrijk punt op de Karachi–Peshawar-spoorlijn.
- Openbaar vervoer – Bussen, minibussen en riksja’s zijn beschikbaar voor lokaal vervoer.

## Cultuur
De cultuur van Jhelum weerspiegelt de bredere Punjabi-tradities, met invloeden van zowel islamitische als Zuid-Aziatische gebruiken. Muziek, dans, lokale gerechten en religieuze festiviteiten zoals Eid en Milad-un-Nabi worden uitbundig gevierd.

## Bekende persoonlijkheden uit Jhelum
- Chaudhry Altaf Hussain – voormalig gouverneur van Punjab
- Mirza Aslam Beg – voormalig stafchef van het Pakistaanse leger
- Nigar Johar – eerste vrouwelijke luitenant-generaal in het Pakistaanse leger
- Shaan Shahid – bekende Pakistaanse filmacteur (familiewortels in Jhelum)